# 黑煙管蝸
黑煙管蝸（学名：Hemiphaedusa nigricans）为煙管蝸牛科臺灣紡錘煙管蝸牛屬下的一个种。是台湾特有的种类。